# Tonino Benacquista

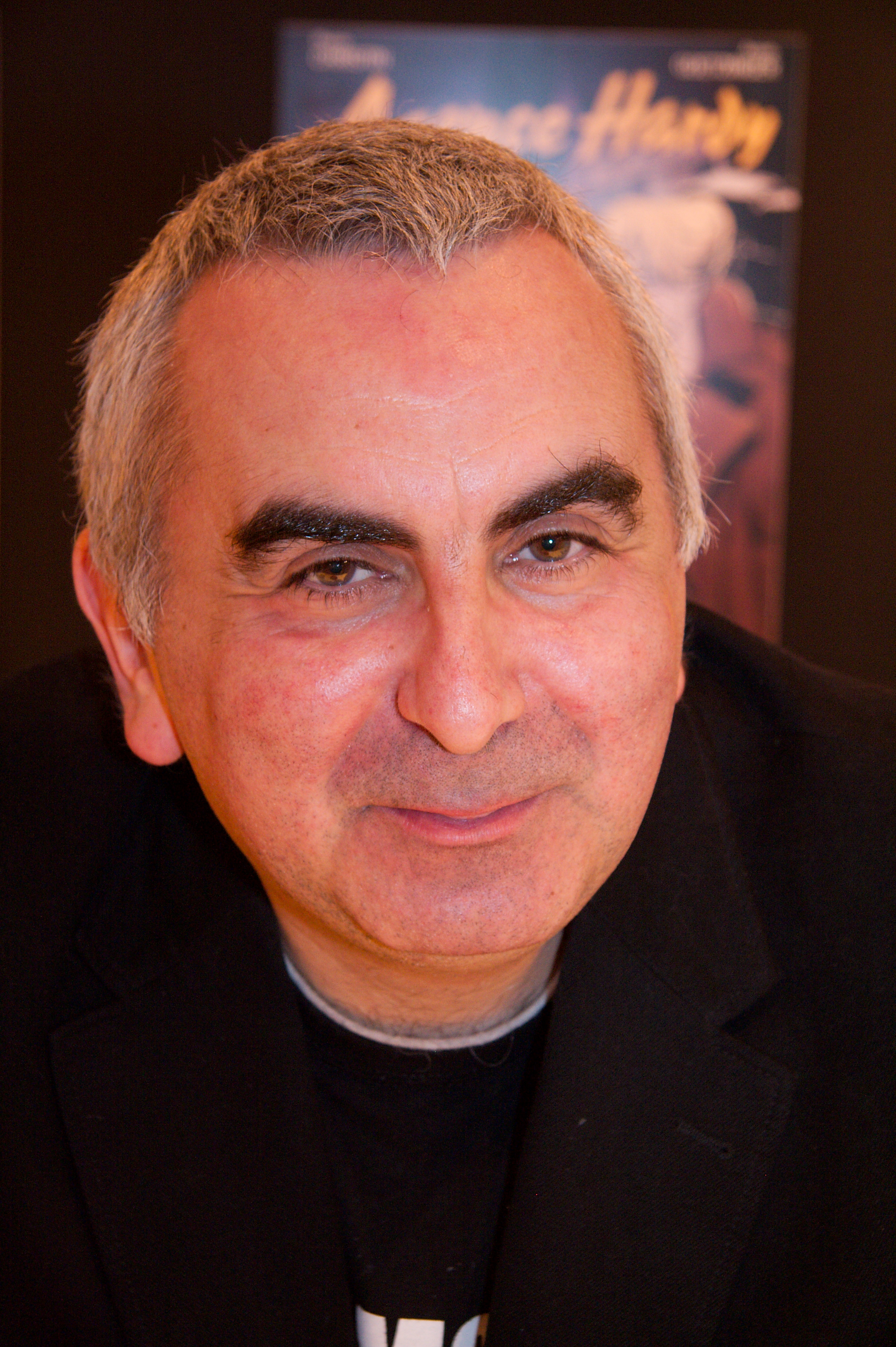
Tonino Benacquista, März 2008

Tonino Benacquista (* 1. September 1961 in Choisy-le-Roi, Frankreich) ist ein französischer Schriftsteller und Drehbuchautor.
Tonino Benacquista ist Sohn italienischer Emigranten. Er begann zunächst ein Filmstudium, das er dann abbrach, um sich seinen Lebensunterhalt in Gelegenheitsjobs zu verdienen. Seit 1985 schreibt er hauptsächlich Kriminalromane. Für seinen Roman Itakerblues erhielt er 1992 den renommierten Grand prix de littérature policière und den Prix Mystère de la critique.
Seit 1994 ist er auch als Drehbuchautor tätig. 2001 verfasste Benacquista gemeinsam mit Regisseur Jacques Audiard das Drehbuch zu dessen Film Lippenbekenntnisse. Hier spielt Vincent Cassel den frisch aus dem Gefängnis entlassenen Dieb Paul, der eine Liaison mit einer hörgeschädigten Sekretärin (gespielt von Emmanuelle Devos) eingeht und eine Gruppe von Kriminellen betrügt. Für den Thriller wurde Benacquista, gemeinsam mit Audiard, mit dem César, dem wichtigsten französischen Filmpreis, ausgezeichnet und für den Europäischen Filmpreis nominiert. 2005 und 2006 arbeitete der Schriftsteller erneut mit Audiard an dessen Thrillern Der wilde Schlag meines Herzens bzw. Les Disparus zusammen.
Als Comicautor veröffentlichte er gemeinsam mit dem Zeichner Jacques Ferrandez 1998 das Album L'Outremangeur, für das er im Jahr darauf den Prix René Goscinny beim Festival International de la Bande Dessinée d’Angoulême erhielt. Zusammen mit Daniel Pennac schrieb er ab 2010 Szenarios für zwei Lucky-Luke-Alben, die von Achdé gezeichnet wurden.

## Werke
- La commedia des Rates. Gallimard, Paris 1991, ISBN 2-07-040646-6.
  - Itakerblues, Roman, Rotbuch, Hamburg 1991.
- Liegewagentango, Roman (1997), ISBN 3-88022-387-4
- Das Seifenopern-Quartett, Roman (1998), ISBN 3-7857-1500-5
- Die Absacker, Roman (2000), ISBN 3-442-54115-8
- Die Melancholie der Männer, Roman (2003), ISBN 3-8321-7828-7
- Drei rote Vierecke auf schwarzem Grund (Trois carrés rouges sur fond noir), Dt. v. Stefan Linster, Heilbronn (Distel Literaturverlag) 2003, ISBN 3-923208-69-3
- Malavita – Eine Mafia-Komödie, Roman, Carl’s Books, München 2013, ISBN 3-570-58528-X.
- Blut und Dollar – Eine Mafia-Komödie, Roman (2015), ISBN 978-3-570-58541-2

## Drehbücher (Auswahl)
- 1999: La débandade
- 2001: Lippenbekenntnisse (Sur mes lèvres)
- 2005: Der wilde Schlag meines Herzens (De battre mon coeur s’est arrêté)
- 2005: La Boîte noire
- 2006: A Crime
- 2013: Malavita – The Family (The Family)